# یوزورو یوشیمورا
یوزورو یوشیمورا (ژاپنی: 吉村 弦؛ زادهٔ ۲۱ مهٔ ۱۹۹۶) یک بازیکن فوتبال اهل ژاپن است.
از باشگاه‌هایی که در آن بازی کرده‌است می‌توان به باشگاه فوتبال ناگانو پارسیرو اشاره کرد.